# Правителство на Гълъб Донев 1
Първото служебно правителство на Гълъб Донев е стотното правителство на Република България (осмото служебно след 1990 г.). То е назначено на 2 август 2022 г. с указ № 215 на президента Румен Радев и е най-дълго управлявалото служебно правителство (185 дни). На 3 февруари 2023 г. с указ № 27 е разпуснато  от президента.

## Кабинет
В състава му влизат следните министри:
| министерство                                              | име | име                        | партия     |
| --------------------------------------------------------- | --- | -------------------------- | ---------- |
| министър-председател                                      |     | Гълъб Донев                | безпартиен |
| заместник министър-председател,1 труд и социална политика |     | Лазар Лазаров              | безпартиен |
| заместник министър-председател,2 вътрешни работи          |     | Иван Демерджиев            | безпартиен |
| заместник министър-председател,3 транспорт и съобщения    |     | Христо Алексиев            | ИТН        |
| заместник министър-председател4                           |     | Атанас Пеканов             | безпартиен |
| финанси                                                   |     | Росица Велкова-Желева      | безпартиен |
| отбрана                                                   |     | Димитър Стоянов            | безпартиен |
| здравеопазване                                            |     | Асен Меджидиев             | безпартиен |
| регионално развитие и благоустройство                     |     | Иван Шишков                | безпартиен |
| образование и наука                                       |     | Сашо Пенов                 | безпартиен |
| външни работи                                             |     | Николай Милков             | безпартиен |
| правосъдие                                                |     | Крум Зарков                | БСП        |
| култура                                                   |     | Велислав Минеков           | ДБГ        |
| околна среда и води                                       |     | Росица Карамфилова-Благова | безпартиен |
| земеделие                                                 |     | Явор Гечев                 | БСП        |
| икономика и индустрия                                     |     | Никола Стоянов             | безпартиен |
| енергетика                                                |     | Росен Христов              | безпартиен |
| иновации и растеж                                         |     | Александър Пулев           | безпартиен |
| туризъм                                                   |     | Илин Димитров              | ПП         |
| младеж и спорт                                            |     | Весела Лечева              | БСП        |
| електронно управление                                     |     | Георги Тодоров             | безпартиен |

1. ↑  Указ № 27 за назначаване на служебно правителство от 3 февруари 2023 г.
2. ↑  Президентът насрочи парламентарни избори за 2 октомври 2022 г. и назначи служебно правителство //  www.president.bg.   Посетен на 2022-08-01. (на български)
3. ↑  Позиция на Националния съвет на БСП във връзка с участие на членове на НС в служебното правителство назначено от президента Румен Радев //   2022-08-05.

- 1: – отговарящ за социалните политики.
- 2: – отговарящ за обществен ред и сигурност.
- 3: – отговарящ за икономическите политики.
- 4: – отговарящ за управление на европейските средства.

## Политики
След свалянето на реформаторското правителство на Кирил Петков на 2 август, президентът Румен Радев назначава за премиер Гълъб Донев. Правителството незабавно анонсира възобновяване на преговорите с Газпром и прекратяване на доставките на специална продукция към Украйна. B първото си официално интервю служебният премиер разграничава интересите на България от тези на HATO и EC. Започват опити да се осуети довършването на газовата връзка с Гърция, целяща доставки на азерски газ, и за отказване на доставките на американски втечнен газ, Те са последвани от назначения на русофили на важни постове в енергетиката и в правителството като цяло. Това води до началото на протести пред президентството, като организаторите обявяват, че те ще продължат до избора на редовно правителство. Независимо от това в рамките на няколко седмици, новото правителство на практика се отказва от доставките на американски втечнен газ и обявява, че е започнало преговори с Газпром, като отделни министри открито заемат позиция в защита на руския монополист. Така, пряко подчиненият на президента кабинет, започва да действа на ръба на конституционните си правомощия. Той извършва системни чистки в администрацията и се държи като активен участник в предизборната кампания, опитвайки се да предопределя дългосрочни политики, наместо да подготвя парламентарните избори, и да успокои политическата обстановка. Според бившия началник на кабинета на Румен Радев – политологът Калоян Методиев, в страната започва пълзящ „преврат“. В тази обстановка на 28 август, лидерът на Има такъв народ – Слави Трифонов, инициира провеждането на референдум за президентска република.
На този фон, въпреки някои призиви Елеонора Митрофанова да бъде обявена за персона нон грата, както и апелите ѝ към Москва за скъсване на дипломатическите отношения между двете страни, посланичката се появява на официалното тържество по случай Съединението зад президента. Два дни по-късно за среща с президента в България пристига директорът на нефтената компания „Лукойл“. Повод е предстоящото влизане в сила на петролно ембарго, което ЕС налага на Русия и което България успява временно да отложи. Липсват индикации страната да търси диверсификация по отношение на зависимостта си от руски петролни доставки. Същият ден преди официалната среща, Митрофанова посещава централата на „Лукойл“ в София за инструкции. Появяват се коментари, че е недопустимо страна в ЕС, да обсъжда с руска компания санкционирана от ЕС, бъдещето на бизнеса им. При това Радев остро критикува ЕС за енергийните мерки насочени към налагане на ембарго на вноса на руски изкопаеми горива и към икономии на потреблението на енергия, отказвайки да се съобразява с тях. Предизборно се води пропагандна кампания, че България не може без руските горива, и се твърди, че без тях хора ще изгубят живота си. В резултат на проруската и антизападна политика на служебното правителство се засилва разделението в обществото по оста евроатлантизъм и евразийство. По същото време става ясно, че „Газпром“ продължава поетапно да спира доставките на газ за Европа и няма намерение да преговаря сериозно с България. Същевременно Русия за пореден път заплашва с ядрена атака НАТО, чийто член е и България. Въпреки това на 20 октомври служебното правителство отменя решението на предишния Министерски съвет за диверсификация на доставките на ядрено гориво за АЕЦ „Козлодуй“, с което се продължава политиката целяща енергетиката на страната да остане зависима от руски изкопаеми горива.
След преждевременното разпускане на парламента през февруари 2023 г., президентът насрочва нови избори и преназначава отново служебното правителство на Гълъб Донев.